# Фуллер, Бонни
Бонни Фуллер (англ. Bonnie Fuller, урождённая Бонни Гуровиц (англ. Bonnie Hurowitz); род. 8 сентября 1956) — американский руководитель СМИ, владелец и главный редактор Hollywood Life. Ранее Фуллер работала главным редактором таких изданий, как YM, Cosmopolitan, Glamour и Us Weekly.

## Ранние годы
Фуллер родилась в Торонто в семье юриста по недвижимости и учителя начальной школы. Она окончила Академический институт Джарвиса в 1974 году и поступила в Университет Торонто, где в 1977 году получила степень бакалавра искусств.

## Карьера
В 1978 году Фуллер работала модным репортёром в Toronto Star. Два года спустя она стала редактором спортивной одежды в Women’s Wear Daily. Её первая работа в качестве главного редактора была в 1983 году в канадском национальном модном журнале Flare. Она проработала пять лет в издании, прежде чем присоединиться к YM в качестве главного редактора.
Фуллер в 1994 году запустила американскую версию журнала Marie Claire, где она была главным редактором. В 1996 году она была назначена главным редактором журнала Cosmopolitan, сменив Хелен Гёрли Браун. С 1998 по 2001 год она была редактором журнала Glamour. Фуллер работала главным редактором Us Weekly и изменила название, создав современный еженедельник о знаменитостях. Она создала такие авторские разделы, как «Звёзды такие же, как мы».
С июля 2003 года Бонни занимала должность исполнительного вице-президента и главного редакционного директора American Media Inc., где она курировала 16 еженедельных, двухнедельных и ежемесячных журналов AMI, включая Star, Shape, Natural Health, Country Weekly и Men’s Fitness. За время своего пребывания в должности перевела Star из таблоида в глянцевый журнал. Бонни ушла со своей должности в мае 2008 года, но осталась главным редактором Star и консультантом AMI.
В июле 2009 года она была нанята Penske Media Corporation для перезапуска сайта новостей о знаменитостях HollywoodLife.com. По состоянию на 2019 год Фуллер является главным редактором Hollywood Life и старшим советником PMC. Она также ведёт еженедельный подкаст Hollywood Life.
В дополнение к своим ролям в Penske Media, она часто участвует в различных СМИ, включая HuffingtonPost.com, Advertising Age, The Today show, Good Morning America, Access Hollywood, Good Day New York, Inside Edition, Nancy Grace, FOX Digital News, CNN New Day, WPIX и CTV News. Утром во вторник она появляется на Cosmo Radio. Она является автором бестселлера «Радости слишком много: идите в большую жизнь — великая карьера, идеальный парень и всё остальное, о чем вы когда-либо мечтали» (The Joys of Much Too Much: Go For The Big Life — The Great Career, The Perfect Guy, and Everything Else You've Ever Wanted).
В 2021 году Фуллер получила полную собственность над Hollywood Life у Penske Media.

## Награды и признание
Фуллер дважды была названа редактором года по версии Ad Age.

## Личная жизнь
Бонни вышла замуж за канадского архитектора Майкла Фуллера 26 июня 1983 года. У них четверо детей.